# Johorský průliv

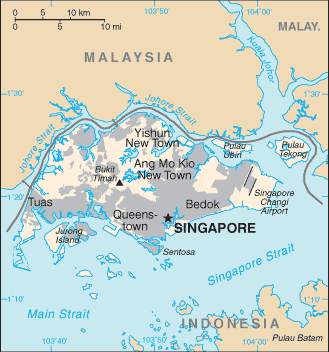
Johorský průliv tvoří severní hranici Singapuru

Johorský průliv je průliv na jihu Malajského poloostrova, který odděluje Singapur od malajsijského sultanátu Johor. Je přibližně padesát kilometrů dlouhý a zhruba kilometr široký. Na západě končí na rozhraní Singapurského a Malackého průlivu, na východě ústí do Singapurského průlivu společně s řekou Johor.
Přes průliv vedou dvě komunikace. Od roku 1923 vede umělá hráz z města Johor Bahru v Malajsii do města Woodlands v Singapuru a od roku 1998 je v provozu most z Tanjungu Kupangu v Johoru do Tuasu v Singapuru.